# Избијања и пандемије колере
Иако је много тога познато о механизмима који стоје иза ширења колере, ово није довело до пуног разумевања зашто се избијања колере дешавају у неким местима а у некима не. Недовољна брига о одлагању људских фекалија и недовољна брига о пијаћој води увелико олакшавају или поспешују ширење. Водена тела/површине/басени откривено је да служе као резервоари заразе, а морски плодови и сл. храна што се бродовима превозе преко великих удаљености могу да изазову ширење болести. Колера се није јављала у Америкама већи део 20. века, у времену после раних 1900-их и случаја у Њујорку. Поново је избила на Карибима поткрај тог века и чини се да ће потрајати.
Смрти у Индији у периоду од 1817. до 1860. године, у прве три пандемије 19. века, процењује се да премашују 15 милиона људи. Других 23 милиона умрло је између 1865. и 1917, током три наредне пандемије. Смрти од колере у Руској Империји током сличног временског периода премашују 2 милиона.

## Пандемије

### Прва, 1816—1826.
- Прва пандемија колере, иако претходно ограничена, избила је у Бенгалу и потом се проширила целом Индијом до 1820. Стотине хиљада Индијаца и десетине хиљада Британских трупа умрло је током ове пандемије.[3] Избијање колере се проширило све до Кине, Индонезије (где је више од 100.000 људи подлегло само на острву Јава) и Каспијског мора у Европи односно Азији, након чега је утихнуло.

### Друга, 1829—1851
- Друга пандемија колере стигла је до Русије (в. Колерни немири), Угарске (око 100.000 смрти) и Немачке 1831; убила је 130.000 људи у Египту те године.[4] Године 1832. дошла је до Лондона, Уједињено Краљевство (где је више од 55.000 људи умрло);[5] и Париза, Француска. У Лондону, болест је узела 6.536 жртава и постала позната као „Краљ Колера” (енгл. King Cholera); у Паризу, 20.000 је умрло (од популације од 650.000), а укупан број смртних случајева у Француској процењује се на 100.000.[6] Епидемија је стигла до Квебека, Онтарија и Нова Шкотске (Канада),[7] те државе Њујорк — исте године, а до пацифичке обале и Северне Америке до 1834. У центру земље,[појаснити] ширила се градовима повезаним рекама и паробродским саобраћајем.[8] Колера је погодила становништво Мексика 1833. и 1850, подстакнувши званичнике да неке популације ставе у карантин и искаде зграде — поготово у појединим урбаним центрима; како год, епидемија је била катастрофална.[9]

Преко 15.000 људи је умрло од колере у Меки (Саудијска Арабија) 1846. године. Двогодишње избијање је почело у Енглеској и Велсу 1848, а узело је 52.000 живота.
Године 1849, друго велико избијање десило се у Паризу. У Лондону, било је најгоре избијање у историји града, узевши 14.137 живота — више него дупло у односу на избијање 1832. Колера је погодила Ирску 1849. и поморила већи део оних који су преживели Велику глад у Ирској и који су били већ ослабљени изгладњелошћу и грозницом. Године 1849, колера је узела 5.308 живота у великом лучком граду Ливерпулу (Енглеска) — месту укрцавања имиграната за Северну Америку; те 1.834 у Халу (Енглеска).
Избијање у Северној Америци однело је живот бившег председника САД Џејмса Нокса Полка. Колера која се како се верује проширила из ирских имигрантских бродова из Енглеске, захватила је речни систем Мисисипија, убивши преко 4.500 људи у Сент Луису и преко 3.000 у Њу Орлеансу. Хиљаде су умрле у Њујорку, главној дестинацији за ирске имигранте. Колера је узела 200.000 жртава у Мексику.
Исте године, колера се преносила по Калифорнијској, Мормонској и Орегонској рути, а верује се да је 6.000—12.000 умрло на свом путу за Калифорнију, Јуту и Орегон — у годинама колере 1849—1855. Верује се да је више од 150.000 Американаца умрло током двеју пандемија између 1832. и 1849. године.
Године 1851, брод који је долазио са Кубе пренео је болест у Гран Канарију. Сматра се да је више од 6.000 људи умрло на острву током лета, и то од популације од 58.000.
Током ове пандемије, научна заједница је имала различите ставове о томе шта је било узрок колере. У Француској, доктори су веровали да је колера повезана са сиромаштвом одређених заједница или лошим окружењем. Руси су веровали да је болест заразна, али доктори нису схватали како се шири. САД је веровао да су колеру донели скорашњи имигранти, поготово Ирци, а епидемиолози разумеју да су болести донесене из британских лука. Напослетку, неки Британци веровали су да се болест могла јавити божанским деловањем.

### Трећа, 1852—1860
- Трећа пандемија колере углавном је погодила Русију, са преко један милион смртно страдалих. Године 1852, колера се проширила источно до Индонезије, а касније је однета у Кину и Јапан (1854). Филипини су инфицирани 1858, а Кореја 1859. Избијање у Бенгалу 1859. допринело је преношењу болести преко путника и трупа до Ирана, Ирака, Арабије и Русије.[10] Јапан је претрпео најмање седам великих избијања колере од 1858. до 1902. Између 100.000 и 200.000 људи је умрло од колере у Токију по избијању 1858—1860.[20]

1854: Избијање колере у Чикагу узело је живот 5,5% популације (око 3.500 људи). Лондонска епидемија је узела 10.739 живота 1853/54. Избијање у лондонском Сохоу окончано је након што је лекар Џон Сноу идентификовао пумпу у суседству Броуд стрита као контаминирану и уверио званичнике да са ње уклоне дршку. Његовом студијом је доказано да је контаминирана вода била главно средство ширења колере, с тим да он није идентификовао контаминант. Било је потребно много година да се поверује у ову поруку и следствено томе делује. У Шпанији, преко 236.000 људи је умрло од колере у епидемији 1854/55. Болест је дошла до Јужне Америке 1854. и 1855. године, са жртвама у Венецуели и Бразилу. Током треће пандемије, Тунис (који није био погођен претходним двема пандемијама) мислио је да су Европљани донели болест; кривили су њихове санитарне праксе. Неки научници из САД почели су да верују да је колера некако повезана са Афроамериканцима, пошто је болест претежно била у јужним пределима са црначком популацијом. Скорашњи (2005) истраживачи истакли су да су ове популације биле лоше по питању санитарне инфраструктуре и здравствене неге те су живеле у близини водених путева/токова којима су путници и бродови носили болест.

### Четврта, 1863—1875
Четврта пандемија колере почела је у делти Ганга у региону Бенгал, а муслимански ходочасници су је донели у Меку. Током прве године, епидемија је узела животе 30.000 од 90.000 ходочасника из Меке. Колера се проширила Средњим истоком и однета је у Русију, Европу, Африку и Северну Америку; у сваком случају се ширила од лучких градова и уздуж унутрашњих пловних путева.
Пандемија је дошла до Северне Африке 1865. и проширила се до потсахарске Африке, убивши 70.000 у Занзибару 1869/70. Колера је узела 90.000 живота у Русији 1866. Епидемија колере која се ширила током Аустријско-пруског рата (1866) процењује се да је однела 165.000 живота у Аустријском царству, укључујући по 30.000 у Мађарској и Белгији те 20.000 у Холандији.
У Лондону у јуну 1866, локализована епидемија у Ист енду узела је 5.596 живота — таман кад је град завршавао изградњу свог главног канализационог и водоводног система (в. Канализациони систем Лондона); део у Ист енду није био сасвим завршен. Епидемиолог Вилијам Фар идентификова је Источнолондонску водоводну компанију као извор контаминације. Фар је искористио пређашњи рат Џона Сноуа и других који је показивао да контаминирана пијаћа вода лако може да буде узрок колере која је избила 1854. Брзим деловањем спречене су даље смрти. Исте године, употреба контаминиране воде из канала у локалном водоводу изазвала је мање избијање у Исталифери у Јужном Велсу. Радници повезани са компанијом и њихове породице били су они најпогођенији; умрло је 119 људи.
Године 1867, Италија је изгубила 113.000 живота; од болести је у Алжиру умрло 80.000 људи. Избијања у Северној Америци током 1870-их убила су око 50.000 Американаца, када се колера ширила из Њу Орлеанса дуж реке Мисисипи и према лукама њених притока.

### Пета, 1881—1896
- Пета пандемија колере, према др А. Џ. Волу, као део епидемије 1883—1887. узела је 250.000 живота у Европи и најмање 50.000 у Америкама. Колера је узела 267.890 живота у Русији (1892);[30] 120.000 у Шпанији;[31] 90.000 у Јапану и преко 60.000 у Персији.[30] У Египту, колера је узела више од 58.000 живота. Од избијања у Хамбургу 1892. умрло је 8.600 људи. Иако се градска влада генерално сматра одговорном за вируленцију епидемије, остала је увелико непромењена. Ово је било последње озбиљно избијање колере у Европи, пошто су градови од тада унапредили своје санитационе и водоводне системе.

### Шеста, 1899—1923
- Шеста пандемија колере оставила је мало трага у западној Европи заслугом унапређења у јавном здравству, али главни руски градови и Османско царство били су нарочито погођени смртима од колере. Више од 500.000 људи је умрло од колере у Русији од 1900. до 1925. године, што је такође било време социјалних нереда услед револуција и рата.[32]
- Епидемија колере 1902—1904. узела је 200.000 живота на Филипинима,[33] међу којима и онај револуционарног хероја и првог премијера Аполинарија Мабинија. Колера је избила 27 пута током хаџа у Меки од 19. века до 1930.[32] Шеста пандемија је убила више од 800.000 у Индији.
- Последње избијање у САД било је 1910/11, када је пароброд Молтке довезао инфициране људе из Напуља у Њујорк Сити. Предострожно здравствено особље изоловало је инфициране у карантин на острву Свинберн. Једанаест особа је умрло, укључујући здравственог радника у болници на острву.[34][35][36]
- У овом временском периоду, пошто су имигранти и путници углавном доносили колеру из инфицираних места, болест је постала повезана са аутсајдерима у сваком друштву. Италијани су кривили Јевреје и Цигане, Британци који су били у Индији су оптуживали „прљаве староседеоце”, а Американци су мислили да проблем долази са Филипина.[37]

### Седма, 1961—1975
- Седма пандемија колере почела је у Индонезији и названа је Ел Тур[38] (по соју бактерије Vibrio cholerae односно карантинском кампу у египатском градићу Ел Туру на Синају; Готшлих, 1905), а дошла је до Источног Пакистана (данас Бангладеш) 1963, Индије 1964. и Совјетског Савеза 1966. Од Северне Африке се проширила у Италију до 1973. Касних 1970-их, било је мањих избијања у Јапану и на јужном Пацифику. Такође је било мањих извешћа о избијању колере у близини Бакуа 1972, али информације о овоме је потискивао СССР.[тражи се извор] Године 1970, избијање колере је погодило истанбулски дистрикт Сагмалџилар, а потом и сиромашну сиротињску четврт, узевши више од 50 живота; на крају је инцидент довео до преименовања дистрикта у данашњи назив Бајрампаша, што су урадиле власти које су биле оштро критиковане. Такође 1970, августа месеца, неколико случајева је пријављено у Јерусалиму.

## Значајна избијања (1991—2009)
- Јануар 1991 — септембар 1994: Избијање у Јужној Америци, наводно започело када је кинески брод испустио баласну воду. Почев од Перуа,[39] било је 1,04 милиона идентификованих случајева и скоро 10.000 смрти. Узрочни агент је био O1, сој Ел Тур, са малим разликама од соја седме епидемије. Године 1992, нови сој је јавио у Азији, не-O1, неаглутинабилни вибрио (НАГ), назван O139 Бенгал. Први пут је идентификован у Тамил Надуу (Индија), а убрзо је раширио Ел Тор по јужној Азији. Смањила се присутност од 1995. до око 10% свих случајева. Сматра се прелазом између Ел Тора и класичног соја, а јавља се у новој серогрупи. Научници упозоравају о доказима широкоспектралног отпора који пружају бактерије колере на лекове као што је триметоприм, сулфаметоксазол и стрептомицин.
- Избијање у Гоми (ДР Конго) у јулу 1994. узело је 12.000 живота до средине августа. Током најгорег периода, процењује се да је и до 3.000 људи умирало по дану од колере.[40]
- Перзистентни сој „Gulf Coast” колере, 01, пронађен је у прљавим водама мочвара Лузијане и Тексаса (САД), што је довело до ситуације могућег преношења бродовима који допремају храну до других делова земље. Медицинско особље је саветовано да размисли о колери при процени симптома код људи који нису путовали. Било је јављања и на Југу, али без већих избијања због добре санитације и система упозорења. Забележено је да је било више случајева у две године од латиноамеричке епидемије, сој Ел Тур, него за 20 година од „Gulf Coast” соја.[41]
- Године 2000, неких 140.000 случајева колере званично је пријављено WHO-у. На земље у Африци отпада 87% од ових случајева.[42]
- Јул—децембар 2007: Недовољно пијаће воде у Ираку довело је до избијања колере.[43][44] До 2. децембра 2007, УН је објавио 22 смрти и 4.569 лабораторијски потврђених случајева.[45]
- Август 2007: Епидемија колере је почела у Ориси (Индија). Избијање је погодило дистрикте Рајагада, Корапут и Калаганди, где је више од 2.000 људи примљено у болнице.[46]
- Март—април 2008: Око 2.490 људи из 20 провинција широм Вијетнама хоспитализовано је са акутном дијарејом. Од свих хоспитализованих, 377 пацијената је теситирано и било позитивно на колеру.[47]
- Август—октобар 2008: До 29. октобра 2008, укупно 644 лабораторијски потврђена случаја колере, укључујући осам смрти, потврђено је у Ираку.[48]
- Новембар 2008: Лекари без граница известили су о избијању колере у побуњеничком кампу у источном провинцијалном главном граду Гоми (ДР Конго).[49] Неких 45 случајева је наводно третирано 7—9. новембра.

- Јануар 2009: Провинција Мпумаланга у Јужној Африци потврдила је преко 381 нови случај колере, чиме је укупан број лечених од новембра 2008. нарастао на 2.276. Деветнаест особа је умрло у провинцији од избијања.[50]
- Август 2008 — април 2009: У избијању у Зимбабвеу 2008, које је потрајало до 2009, процењени број људи у овој земљи који су инфицирани колером био је 96.591; до 16. априла 2009, пријављен је 4.201 смртни случај.[51][52] Према WHO-у, током недеље 22—28. март 2009, „Crude Case Fatality Ratio (CFR)” (сирови омер смртних случајева) спао је са 4,2% на 3,7%.[51] Дневна ажурирања из периода 29. март 2009. — 7. април 2009. дају списак 1.748 случајева и 64 смртна случаја, чиме је седмични CFR 3,66%.[53] Они за период 8. април — 16. април дају списак 1.375 нових случајева и 62 смрти (те резултујући CFR 4,5%).[54] CFR је остао изнад 4,7% већи део јануара и почетка фебруара 2009.[55]

## Значајна избијања (2010—данас)
- Август 2010: Колера у Нигерији је достизала епидемијске пропорције након широко раширене потврде избијања болести у 12 од 36 држава ове земље. О 6.400 случајева је извештено, са 352 потврђене смрти. Министарство здравства је за избијање окривило тешке сезонске падавине и лошу санитацију.[56]
- Октобар 2010 — данас, Хаити и Доминиканска Република: Касно у октобру 2010, пријављено је избијање на Хаитију.[57] До 16. новембра, Хаићанско министарство здравства објавило је да је број мртвих 1.034 — са хоспитализованима од симптома колере овај број износи укупно 16.700.[58] Говорило се да се избијање десило у кампу мировњака из непалских Уједињених нација; ово је оспоравано, али УН је на крају признао своју кривицу.[59] Избијања су почела у горњем делу реке Артибонит;[60] људи су први пут узели болест из ове реке.[61] Додатно, неки научници мисле да је ураган и временско стање на Хаитију погоршало последице избијања, те оштетило санитарне системе — чиме је ширење поспешено.[60] До новембра 2010, болест се проширила у суседну Доминиканску Републику. Августа 2016, епидемија је званично заразила 790.000 људи и убила више од 9.000 на Хаитију,[62] али стварни број жртава је вероватно много већи.[63] У суседној Доминиканској Републици, било је најмање 32.000 случајева на које се сумњало, те 500 повезаних случајева.[64] На Хаитију, избијање је погоршао ураган Метју, који је погодио јужни део Хаитија у јесен 2016.[65] UN је признао своју улогу у епидемији.[66] У августу 2016, UN је обећао борбу са болешћу и пружање помоћи жртвама кроз фонд од 400 милиона долара;[67] Међутим, до априла 2017, земље чланице су допринеле са оскудних 10 милиона долара од 400 милиона колико је обећано.[67]
- У јануару 2011, око 411 грађана Венецуеле присуствовало је венчању у Доминиканској Републици, где су јели севиче (сирова риба кувана у соку лимуна) на слављу. За неко време су се вратили у Каракас и друге венецуеланске градове; неки од ових путника су боловали од симптома колере. До 28. јануара, готово 111 случајева су потврдили надлежни за здравље у Венецуели, након чега је брзо уведен број 800 за људе који треба да провере да ли су инфицирани. На међународном нивоу, Колумбија је осигурала своју источну границу од имиграција и могућег уношења болести. Доминикански званичници су започели националну студију како би одредили узрок избијања, а становници су упозорени о потенцијалној опасности која се веже за конзумацију сирове рибе и шкољки. До 29. јануара 2011, ниједан случај из Венецуеле није се показао фаталним, али два пацијента су хоспитализована. Пошто су жртве брзо потражиле помоћ, избијање је детектовано и стављено под контролу.[тражи се извор]
- 2011: Нигерија и Демократска Република Конго су имали избијања; потоња је трпела године ометености од ратовања. Сомалија је претрпела двоструку катастрофу: погођена је колером и глађу, што се повезује са побуњеничким камповима, ограниченом санитацијом и тешком сушом која је и изазвала глад и смањила отпорност.[68]
- Колера се вратила у јужну Индију 2012, где се претходно сматрала искорењеном, и то у релативно богатој Керали. Тоалети су направљени с намером да се побољша санитација. Иронично, док су ови тоалети били у изградњи, радници су се дефецирали и тако контаминирали бунаре — изазивајући избијање.[69]
- Избијање колере у неколико афричких нација 2011. и 2012. године, у свим регионима осим Северне Африке, међу њима и у земљи Гани, довело је до интензивне кампање за прање руку.[70] У Сијера Леонеу, неких 21.500 случајева са 290 смрти је пријављено 2012.[71]
- Од 2010, фатална избијања колере, не само она која погађају путнике, пријављена су на Хаитију, у Доминиканској Републици, на Куби, у Венецуели, у Ираку, у Непалу, у Пакистану, у Ирану, у Бангладешу, у Мјанмару, у Лаосу, у Камбоџи, у Вијетнаму, у Авганистану, у Индији, у Кини, у Нигерији, у Сијера Леонеу, у Кенији, у Уганди, у Зимбабвеу, у Замбији, у Анголи, у Сомалији, у Етиопији, у Обали Слоноваче, у ДР Конгу, у Конгу, у Мозамбику, у Гани, у Гвинеји, на Малију, у Украјини и у Нигеру.[тражи се извор]
- Дана 21. августа 2013. Стејт департмент је издао безбедносну поруку којом су грађани САД који су у Куби или путују за Кубу обавештени о избијању колере у Хавани — које је можда повезано са пријављеним избијањем колере у источној Куби.[тражи се извор]
- Тренутно избијање колере у Гани од 2014, које је тешко погодило престоницу Акру, узело је око 100 живота; преко 11.000 случајева је пријављено до септембра, али ово је увелико прошло непримећено пошто су вести о еболи у оближњим земљама биле много гласније; како год, колера може да убије за неколико сати, што је значајно брже од еболе. Године 2011. и године 2012. Гана је имала епидемије колере које заједно броје 16.000 случајева и 130 смрти.[72]
- Септембар 2015: Тренутна епидемија колере у Танзанији резултовала је са 13 смртних случајева и готово 1.000 случајева досад — углавном у Дар ес Саламу, али и у Морогору и Иринги; изазвао ју је сој „O1 Ogawa”.[73] Било је и ранијих избијања у области око језера Тангањика, а почела су у популацији избеглица који су побегли из Бурундија. 30 смрти и 4.400 случајева је пријављено у мају 2015.[74]
- Сомалија, 2017: Тренутно избијање почело је у јануару 2017. у Сомалији. До краја маја, било је више од 50.000 случајева, повезаних са 880 смрти; смртност случајева је 1,7% (2,1% код деце). Шеснаест од осамнаест региона у земљи је укључено, а најтеже погођени су Беј и Тогдер.[75]
- У априлу 2017, дошло је до поновног избијања у Јемену (почело је у октобру 2016).[76][77] UNICEF и WHO су проценили да је до 24. јуна 2017. укупан број случајева у земљи премашио 200.000, уз 1.300 смрти. UNICEF и WHO су окривили избијање за потхрањеност, ремећење санитације и ометање приступа чистој води због текућег грађанског рата.[76][78] Утицаји избијања су увеличани колапсом здравствених служби у Јемену; многи здравствени радници су били неплаћени месецима.[76] До избијања је дошло десет дана након што су канализациони систем у јеменској престоници Сани колабирали (17. април).[76] Отприлике пола случајева, и четвртина смртних случајева, била су деца. Дана 14. августа, WHO је изјавио да је око 500.000[79] људи погођено од колере.[77] WHO је ово избијање назвао „најгорим избијањем колере у свету”.[80]
- У августу 2018, Алжирско министарство здравства објавило је да је потврђено 56 случајева колере у региону престонице Алжира и околних провинција Типаза, Блида, Буира, Медеа и Ејн Дефла, са извештајем о 2 смртна случаја као резултата ове епидемије.[81] Извор воде у граду Хамр ел Ајн, Типаза откривен је да је био узрок контаминације колером. Приступ извору воде је забрањен.[82]
- У септембру 2018, избијање колере је проглашено у Зимбабвеу, а Влада је прогласила стање хитног случаја 11. септембра 2018. Избијање је до сада однело 48 живота, а има још 98 потврђених случајева (27. септембра 2018).[83][84]

## Лажна извешћа
Истрајни урбани мит каже да је 90.000 људи умрло у Чикагу од колере и тифуса (1885), али ова прича нема чињеничну основу. Године 1885, кишна олуја је изазвала велику речну бујицу Чикага и присутни полутанти су се излили у језеро Мичиген, у довољној количини да је водоснабдевање града било контаминирано. Како год, колере није било у граду; нема смрти које се повезују са колером. Као резултат загађења, град је направио промене да би унапредио одлагање отпадних вода тј. санирао канализацију и тако избегао сличне догађаје у будућности.